# Ligne Serpoukhovsko-Timiriazevskaïa
La ligne Serpoukhovsko-Timiriazevskaïa (en russe : Серпуховско-Тимирязевская линия) est la neuvième ligne du métro de Moscou. Elle compte 25 stations et s'étend sur 41,2 km. Elle est l'une des lignes les plus surpeuplées du métro de Moscou. En mars 2002 1,0332 milliards de personnes ont pris cette ligne.

## Histoire
La construction de la ligne a commencé dans les années 1980.
- 1983 : ouverture de 8 stations au sud de la ligne de Serpoukhovskaïa jusqu'à Ioujnaïa
- 1985 - 1987 : prolongement de la ligne au sud (1985, station Prajskaïa) et au nord (1986 — Polianka, Borovitskaïa; 1987 — Tchekhovskaïa)
- 1988 : la ligne est prolongée jusqu'à la gare Saviolovski
- 1991 : ouverture de 5 stations de Dmitrovskaïa jusqu'à Otradnoïe
- 1992 — 1994 : la ligne est prolongée au nord, avec l'ouverture des stations Bibirevo et Altoufievo.
- 2000 — 2002 : la ligne est prolongée au sud.
- 2007 : ouverture de la jonction avec la ligne Lioublinskaïa

### Chronologie
| Segment                              | Date d'ouverture | Longueur |
| ------------------------------------ | ---------------- | -------- |
| Serpoukhovskaïa–Ioujnaïa             | 11 november 1983 | 13.0 km  |
| Ioujnaïa–Prajskaïa                   | 6 november 1985  | 1.1 km   |
| Serpukhovskaïa–Borovitskaïa          | 23 janvier 1986  | 2.8 km   |
| Borovitskaïa–Tchekhovskaïa           | 31 décembre 1987 | 1.6 km   |
| Tchekhovskaïa–Saviolovskaïa          | 31 décembre 1988 | 4.2 km   |
| Saviolovskaïa–Otradnoïe              | 3 mars 1991      | 8.5 km   |
| Otradnoïe–Bibirevo                   | 31 décembre 1992 | 2.6 km   |
| Bibirevo–Altufyevo                   | 15 juillet, 1994 | 2.0 km   |
| Prajskaïa–Oulitsa Akademika Iangelia | 31 août 2000     | 2.0 km   |
| Oulitsa Akademika Iangelia–Annino    | 12 décembre 2001 | 1.4 km   |
| Annino–Boulvar Dmitria Donskogo      | 26 décembre 2002 | 2.0 km   |
| Total                                | 25 Stations      | 41,2 km  |

## Caractéristiques

### Stations et correspondances
|  |   |  | Station                    | Lieu                     | Correspondance                                                   |
|  | - |  | -------------------------- | ------------------------ | ---------------------------------------------------------------- |
|  | • |  | Altoufievo                 | Bibirevo                 |                                                                  |
|  | • |  | Bibirevo                   | Bibirevo                 |                                                                  |
|  | • |  | Otradnoïe                  | Otradnoïe                |                                                                  |
|  | • |  | Vladykino                  | Otradnoïe                | dans la même station                                             |
|  | o |  | Petrovsko-Razoumovskaïa    | Timiriazevski            | dans la même station                                             |
|  | • |  | Timiriazevskaïa            | Timiriazevski            |                                                                  |
|  | • |  | Dmitrovskaïa               | Boutyrski                | via la station Dmitrovskaïa                                      |
|  | • |  | Saviolovskaïa              | Boutyrski                | dans la même station                                             |
|  | o |  | Mendeleïevskaïa            | Tverskoï                 | via la station Novoslobodskaïa                                   |
|  | o |  | Tsvetnoï boulvar           | Tverskoï                 | via la station Troubnaïa                                         |
|  | o |  | Tchekhovskaïa              | Tverskoï                 | via la station Tverskaïa via la station Pouchkinskaïa            |
|  | o |  | Borovitskaïa               | Arbat                    | via la station Biblioteka imeni Lenina via la station Arbatskaïa |
|  | • |  | Polianka                   | Iakimanka                |                                                                  |
|  | o |  | Serpoukhovskaïa            | Zamoskvoretche           | via la station Dobryninskaïa                                     |
|  | • |  | Toulskaïa                  | Danilovski               |                                                                  |
|  | • |  | Nagatinskaïa               | Nagorny                  | dans la même station                                             |
|  | • |  | Nagornaïa                  | Nagorny                  |                                                                  |
|  | • |  | Nakhimovski prospekt       | Ziouzino                 |                                                                  |
|  | o |  | Sevastopolskaïa            | Ziouzino                 | via la station Kakhovskaïa                                       |
|  | • |  | Tchertanovskaïa            | Tchertanovo Severnoïe    |                                                                  |
|  | • |  | Ioujnaïa                   | Tchertanovo Severnoïe    |                                                                  |
|  | • |  | Prajskaïa                  | Tchertanovo Tsentralnoïe |                                                                  |
|  | • |  | Oulitsa Akademika Iangelia | Tchertanovo Ioujnoïe     |                                                                  |
|  | • |  | Annino                     | Tchertanovo Ioujnoïe     |                                                                  |
|  | o |  | Boulvar Dmitria Donskogo   | Severnoïe Boutovo        | via la station Oulitsa Starokatchalovskaïa                       |

### Signalisation
La ligne est équipée de signalisation automatique et de régulateurs de vitesse.

## Dépôt et matériel roulant
La ligne Serpoukhovsko-Timiriazevskaïa est desservie par deux dépôts : Varchavskoïe, ouvert en 1983 et Vladykino, mis en service en 1991. 
Depuis l'ouverture de la ligne, la composition des wagons est 81-717(714). Il n'y a pas d'autres types de wagons sur la ligne. 